# The Great Escape (filme)
The Great Escape (bra: Fugindo do Inferno; prt: A Grande Evasão) é um filme estadunidense de 1963, do gênero guerra, dirigido por John Sturges.
Escrito por James Clavell, W.R. Burnett, o filme se baseia em uma história real ocorrida na Segunda Guerra Mundial, contada em um livro homônimo de Paul Brickhill. É sobre prisioneiros de guerra aliados que tentam fugir de um campo alemão, o Stalag Luft III, considerado pela Luftwaffe como o mais seguro do gênero, com capacidade para 250 homens.

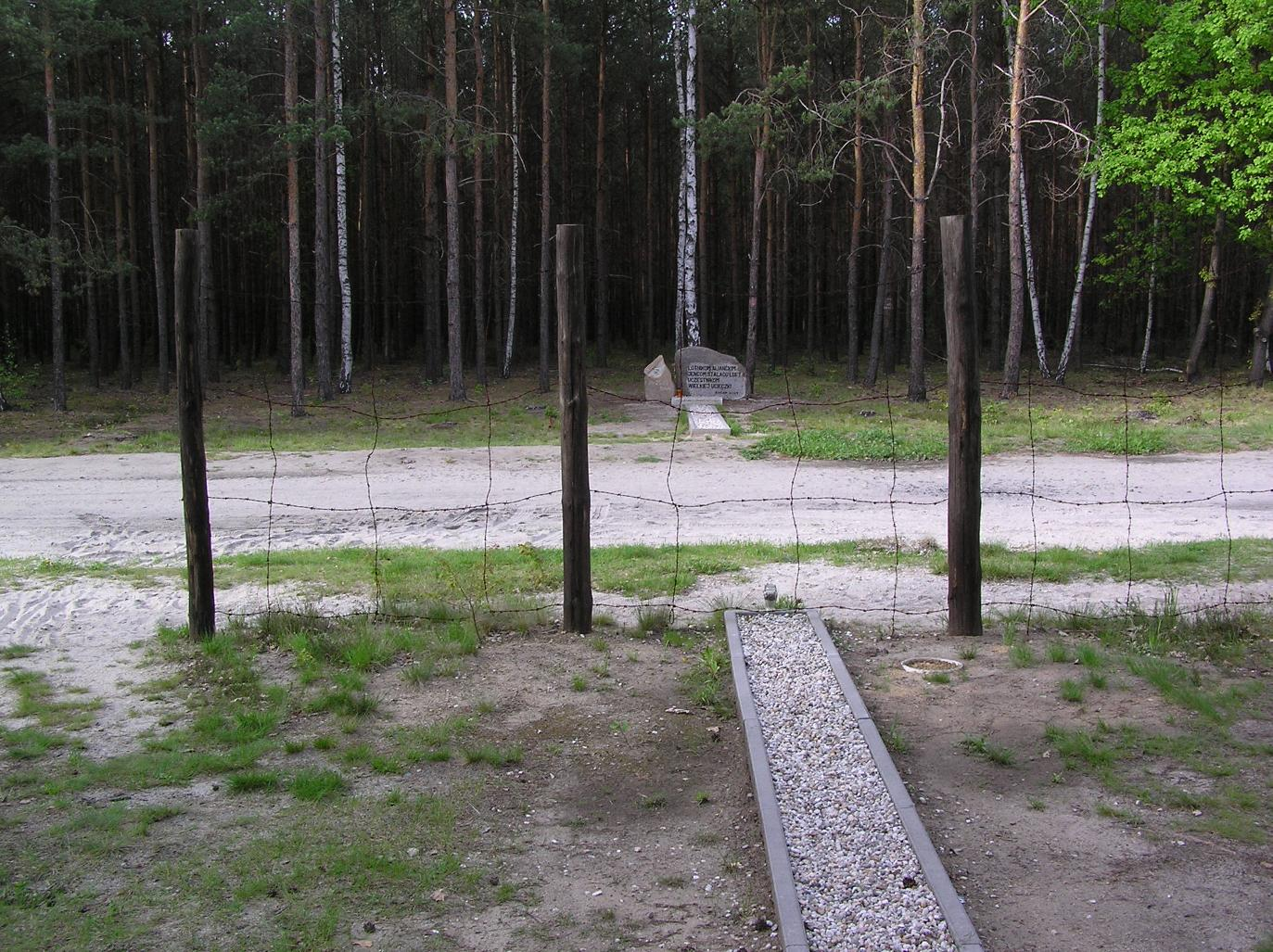
Fim do verdadeiro túnel "Harry" (no outro lado da pista) mostrando como ele não atingiu a cobertura das árvores

## Elenco
Por ordem de créditos
- Steve McQueen como Capitão Virgil Hilts
- James Garner como Tenente Bob Hendley,
- Richard Attenborough como Líder de esquadrão Roger Bartlett / Big X
- James Donald como Chefe de Grupo Ramsey
- Charles Bronson como Tenente Danny Velinski
- Donald Pleasence como Tenente Colin Blythe
- James Coburn como Oficial-aviador Louis Sedwick
- Hannes Messemer como Coronel von Luger
- David McCallum como Tenente Eric Ashley-Pitt
- Gordon Jackson como Tenente Andy "Mac" MacDonald
- John Leyton como Tenente William "Willie" Dickes
- Angus Lennie como Oficial-aviador Archibald "Archie" Ives
- Nigel Stock como Tenente Denis Cavendish
- Robert Graf como Werner
- Jud Taylor como Tenente Goff
- Hans Reisser como Kuhn, da Gestapo
- Harry Riebauer como Hauptfeldwebel Strachwitz
- William Russell como Tenente Sorren
- Robert Freitag como Capitão Posen, assistente de Von Luger
- Ulrich Beiger como Preissen, da Gestapo
- George Mikell como SS-Obersturmführer Dietrich
- Lawrence Montaigne como Oficial-aviador Haynes
- Robert Desmond como "Griff" Griffith
- Til Kiwe como Frick
- Heinz Weiss como Kramer
- Tom Adams como Tenente "Dai" Nimmo
- Karl-Otto Alberty como SS-Obersturmführer Steinach

## Produção

### Roteiro
A história é uma adaptação feita por James Clavell, W.R. Burnett do livro de Paul Brickhill, The Great Escape. Brickhill tinha sido um prisioneiro no Stalag Luft III, durante a Segunda Guerra Mundial.
Apesar da advertência no início do filme de que "é uma história verídica, ainda que os personagens representem pessoas reais, e o tempo e lugares comprimidos, todos os detalhes da fuga são exatamente como ocorreram", filme foi romanceado e apenas vagamente baseado no caso real. Muitos de seus personagens são fictícios ou uma mescla de vários personagens reais. O personagem de Roger Bartlett/Big X é baseado em Roger Bushell, um britânico nascido na África do Sul, Colin Blythe em Tim Walenn, o coronel von Luger no coronel Friedrich Wilhelm von Lindeiner-Wildau, Archibald Ives em Jimmy Kiddel, que foi morto a tiros enquanto tentava escalar o muro. O quantitativo de três fugitivos que obtiveram sucesso no filme é verdadeiro. No entanto, nenhum dos três eram britânicos. Danny e Willie foram baseados do sucesso de dois noruegueses, Per Bergsland e Jens Müller, que fugiram de barco para a neutra Suécia. Já a fuga de Sedwick através da Espanha foi baseada no êxito do neerlandês Bram van der Stok.
Não houve fuga de motocicleta ou de aeronave. Os roteiristas aumentaram a importância dos papéis dos prisioneiros de guerra norte-americanos. Apesar de participarem na construção inicial dos túneis e planos de fuga, nenhum dos fugitivos eram americanos. Eles foram separados dos prisioneiros europeus antes da conclusão dos túneis. A travessia de Hilts de motocicleta pela fronteira foi um pedido de Steve McQueen, que fez as cenas, exceto a do salto final.
Os verdadeiros ex-prisioneiros solicitaram aos produtores, e foram atendidos, para se excluir do filme os detalhes sobre a ajuda que receberam em seus países de origem, tais como mapas, documentos e ferramentas escondidas em pacotes, sob pena de prejudicar futuras fugas de prisioneiros de guerra. No final do filme há a dedicatória "aos cinquenta".

### Locação
O filme foi feito nos estúdios da Bavaria Film no subúrbio de Munique, onde os cenários principais foram construídos. A cidade alemã perto do campo de prisioneiros, chamada Neustadt no filme, foi realmente Sagan (agora Żagań). Muitas cenas foram filmadas dentro e ao redor da cidade de Füssen, incluindo a sua estação ferroviária. O distrito vizinho de Pfronten com a sua igreja também é mostrado no filme. O filme retrata as entradas do túneis "Tom" sob um fogão e "Harry" em um ralo no banheiro. Na realidade, a entrada de "Dick" foi no ralo, de "Harry" sob o fogão, e "Tom" em um canto escuro ao lado de uma chaminé de fogão.
O filme foi um sucesso de bilheteria, um dos maiores do ano de 1963.
Em 2009, sete ex-prisioneiros do campo retornam ao Stalag Luft III, para o 65 º aniversário da fuga e assistiram ao filme. De acordo com os veteranos, a primeira metade descreve a vida no campo de forma autêntica, mas um veterano criticou McQueen por glamourizar a situação.